# Infulierter Prälat

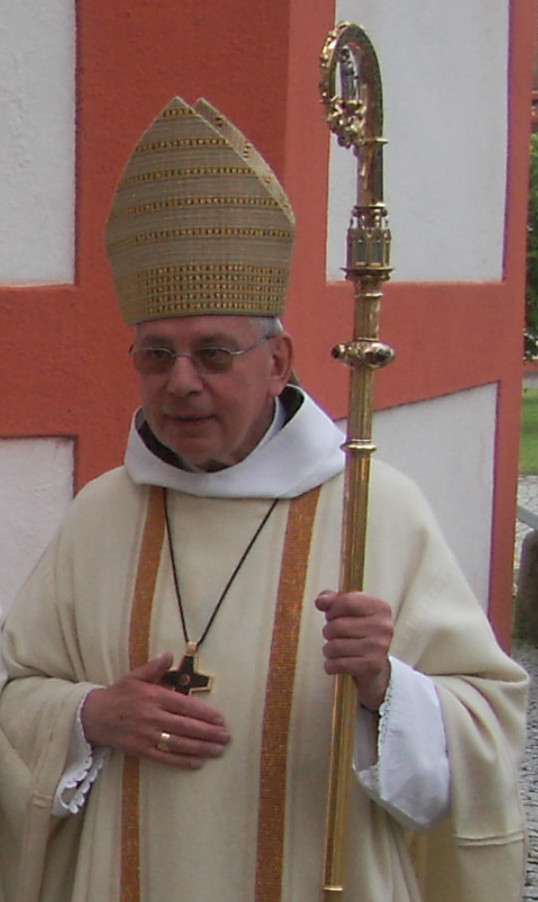
Thomas Denter als infulierter Abt der Zisterzienserabtei Marienstatt

Infulierter Prälat (lateinisch infulatus; italienisch abate mitrato; polnisch Infułat) bezeichnet einen Welt- oder Ordenspriester, der, ohne Bischof zu sein, das Privileg hat, bei Gottesdiensten das bischöfliche Gewand (Pontifikalien) zu tragen, bestehend aus Mitra mit Infuln, Bischofsstab, Dalmatik, Tunicella, Pontifikalhandschuhen, Pontifikalstrümpfen und Pontifikalschuhen. Die päpstliche Erlaubnis (Indult) zum Tragen der Pontifikalkleidung wird Infulat genannt, der Verleihungsakt hierzu heißt Infulierung.

## Geschichte
Seit dem 13. Jahrhundert wurde Äbten sowie anderen Ordensoberen (etwa Prioren) der vier klassischen Prälatenorden Benediktiner, Zisterzienser, Prämonstratenser und Augustiner-Chorherren das Recht zugesprochen, die bischöfliche Mitra mit Infuln und den Krummstab als Insignien zu führen. Das Infulat wurde entweder einer Person auf Lebenszeit verliehen oder es war an einen Ort, d. h. an eine Abtei, ein bestimmtes Priorat oder Pfarramt geknüpft, dann wurden alle, die diese Position übernahmen, zu Infulaten.
Im Alten Reich und in der Habsburgermonarchie gab es u. a. infulierte Dompröpste, Domdechanten und Domscholaster. Infulierte Ordensleute waren die Äbte („infulierte Äbte“) einiger Klöster, die nicht der bischöflichen Jurisdiktion unterlagen (exemte oder immediate Abteien). Auch Pröpste eines Kollegiatstiftes konnten dieses Privileg erhalten, so etwa der infulierte Propst des Kollegiatstifts Altötting.

## Andere Bezeichnungen
In Polen ist für infulierte Geistliche und Ordensleute der Titel Infułat üblich. In den Kirchen des byzantinischen Ritus wird ein infulierter Prälat als Mitrat bezeichnet.